# 威斯康辛州蝙蝠人
威斯康辛州蝙蝠人（英语：Wisconsin Man-Bat）是指2006年美国威斯康辛州的一次神秘生物目击事件。2007年1月3日，《Coulee News》一篇标题为“Man Bat Tale Tops 2006 for Weirdness”的新闻报道两名目击者在威斯康辛州目击一名“蝙蝠人”。2006年9月26日晚9:30左右，53岁的目击者沃哈利（Wohali）与25岁的儿子在威斯康辛州拉克罗斯县霍尔门（Holmen）布里格斯路（Briggs Road）遭遇一只高6-7英尺（1.8-2.1米）、翼展10-12英尺（3-3.7米）、肋骨突出、皮肤呈灰色的蝙蝠状人形神秘生物。在这次目击后，两名目击者因反胃而呕吐，并且出现生病状况。在目击发生18天后，作家Linda S. Godfrey前往目击地点调查，发现一只失去后肢与肠子的鹿的遗骸。

## 脚注
1. ↑  Wohali是一名切罗基人